# Gajowniki
Gajowniki – wieś w Polsce, położona w województwie podlaskim, w powiecie białostockim, w gminie Choroszcz.
| SIMC    | Nazwa             | Rodzaj  |
| ------- | ----------------- | ------- |
| 0025106 | Gajowniki-Kolonia | kolonia |

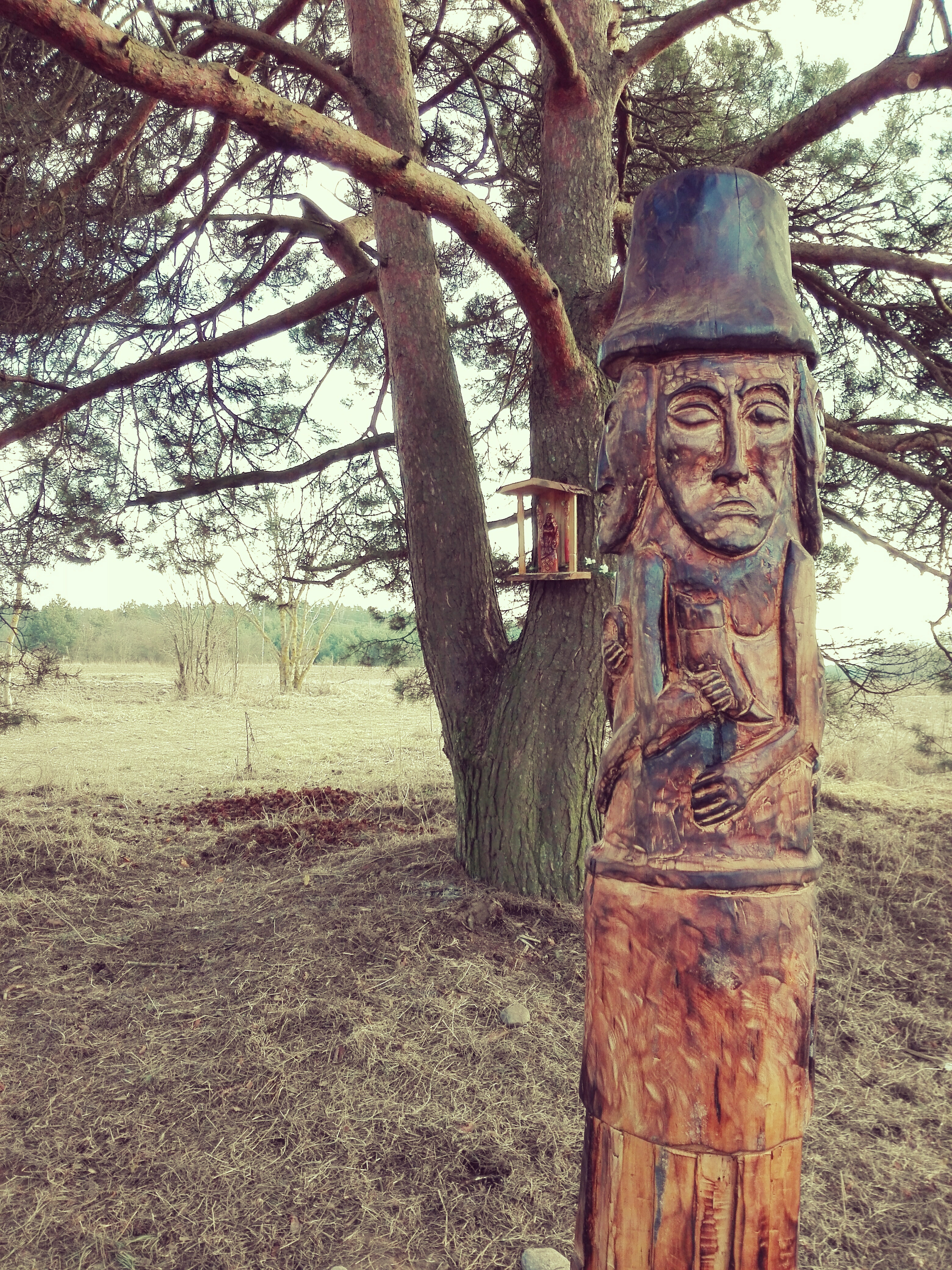
Światowid w Gajownikach. W tle kapliczka Mokoszy

W latach 1975–1998 wieś administracyjnie należała do województwa białostockiego.
We wsi znajduje się kapiszcze ze Światowidem i kapliczką Mokoszy autorstwa rzeźbiarza Bartosza Machury, znajdujące się pod opieką Rodzimego Kościoła Polskiego oraz grupy Słowianie Północy.
Wierni kościoła rzymskokatolickiego należą do parafii św. Jana Chrzciciela i św. Szczepana w Choroszczy.